# Франсоа Фијон
Франсоа Фијон (фр. François Fillon; Ле Ман, 4. марта 1954) је био председник Владе Француске од 17. маја 2007. године до 16. маја 2012. године. Члан је Уније за народни покрет.
Био је министар рада у влади Жана Пјера Рафарена 2002. године где се истакао контроверзним реформама закона о 35-сатној радној недељи и француском пензионом систему. Постао је министар за високо образовање и истраживање године 2004. и предложио контроверзни Фијонов закон о образовању. У мају 2005. године није укључен у нову владу Доминика де Вилпена. Исте године је изабран за сенатора у Паризу. Политички је саветник председника Николе Саркозија.